# Комсомольське (Сарикольський район)
Комсомо́льське (каз. Комсомол) — село у складі Сарикольського району Костанайської області Казахстану. Адміністративний центр Комсомольського сільського округу.
Населення — 560 осіб (2021; 943 у 2009, 1143 у 1999, 1473 у 1989).